# آندری گاوریلوف
آندری گاوریلوف (ارمنی: Անդրեյ Գավրիլով انگلیسی: Andrei Gavrilov؛ زادهٔ ۲۱ سپتامبر ۱۹۵۵) نوازنده پیانو کلاسیک روس-ارمنی‌تبار اهل سوئیس است. وی از سال ۱۹۷۴ میلادی تاکنون مشغول فعالیت بوده‌است.
از او می توان به عنوان یکی از تکنیکترین پیانیست های روسیه نام برد. ی